# Collégiale Saint-Félix de Saint-Félix-Lauragais
La Collégiale de Saint-Félix de Saint-Félix-Lauragais est une collégiale catholique située à Saint-Félix-Lauragais, en France

## Localisation
La Collégiale est située dans le département français de la Haute-Garonne, sur la commune de Saint-Félix-Lauragais. L'édifice est classé au titre des monuments historiques en 1920.

## Historique
La décision de la construction de l'église date de 1303, par un acte passé entre les communautés de Saint-Félix et les habitants de Cadenac, Saint-Crapasi et Graissens. Tous s’obligeaient  à concourir à l'édification d'une nouvelle église. Dès sont avènement, elle servit de collégiale au chapitre de chanoines que le pape Jean XXII fonda à Saint-Félix en 1317.

## Description
L'église, de style gothique méridional, est bâtie en pierre.

### Le clocher
De style gothique, il date du XIVe siècle et mesure 42 mètres de haut. La partie inférieure de la tour est pleine. Elle est flanquée de quatre tourelles à clochetons surmontées d'un ornement sculpté. La partie supérieure est octogonale à trois étages, les deux derniers sont percés d'arc en mitre. La flèche est couverte de dalles de pierre de Saïx (Tarn), qui ont remplacé, en 1841, l'ardoise d'origine. Un escalier à vis est situé dans une tourelle sur le côté sud-ouest. Le clocher renferme deux cloches de bronze, l'une datée de 1523, l'autre de 1760. Au-dessous du clocher sur son flanc nord s'ouvre l'entrée principale de l'église avec un arc gothique montrant une statue de saint Pierre.

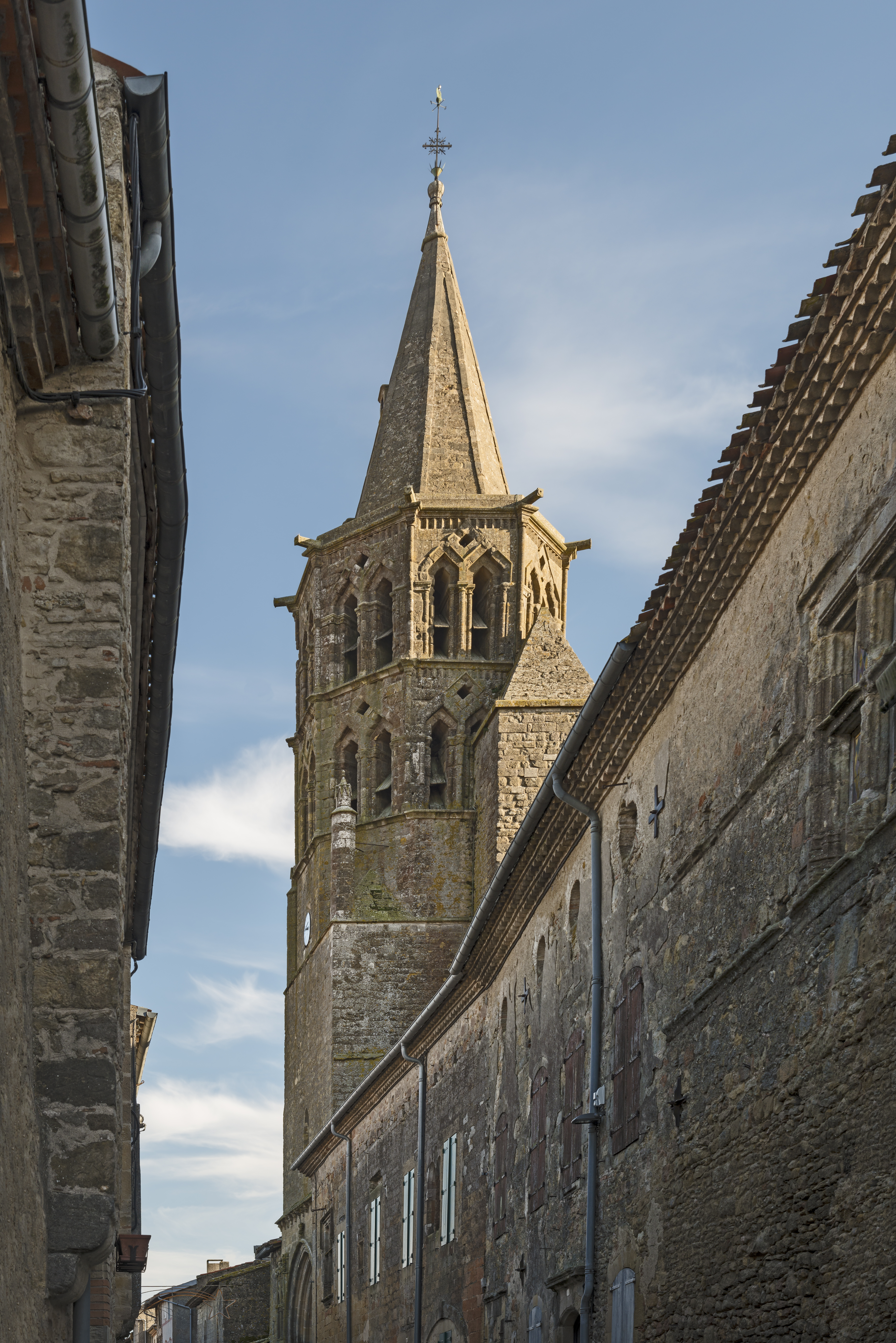
Le clocher

### L'intérieur
La partie occidentale de la nef est occupée par la cantorie de la fin du XVIIIe siècle. Elle reçoit l'orgue et au-dessous se loge les fonts baptismaux protégés d'une grille. De part et d'autre, deux tableaux de Jean Artigue : 
la Nativité de la Vierge qui est une copie d'un tableau de Roques, et dont l'original se trouve dans l'église de la Daurade, à Toulouse ; et Le martyre de saint Félix de Gérone.

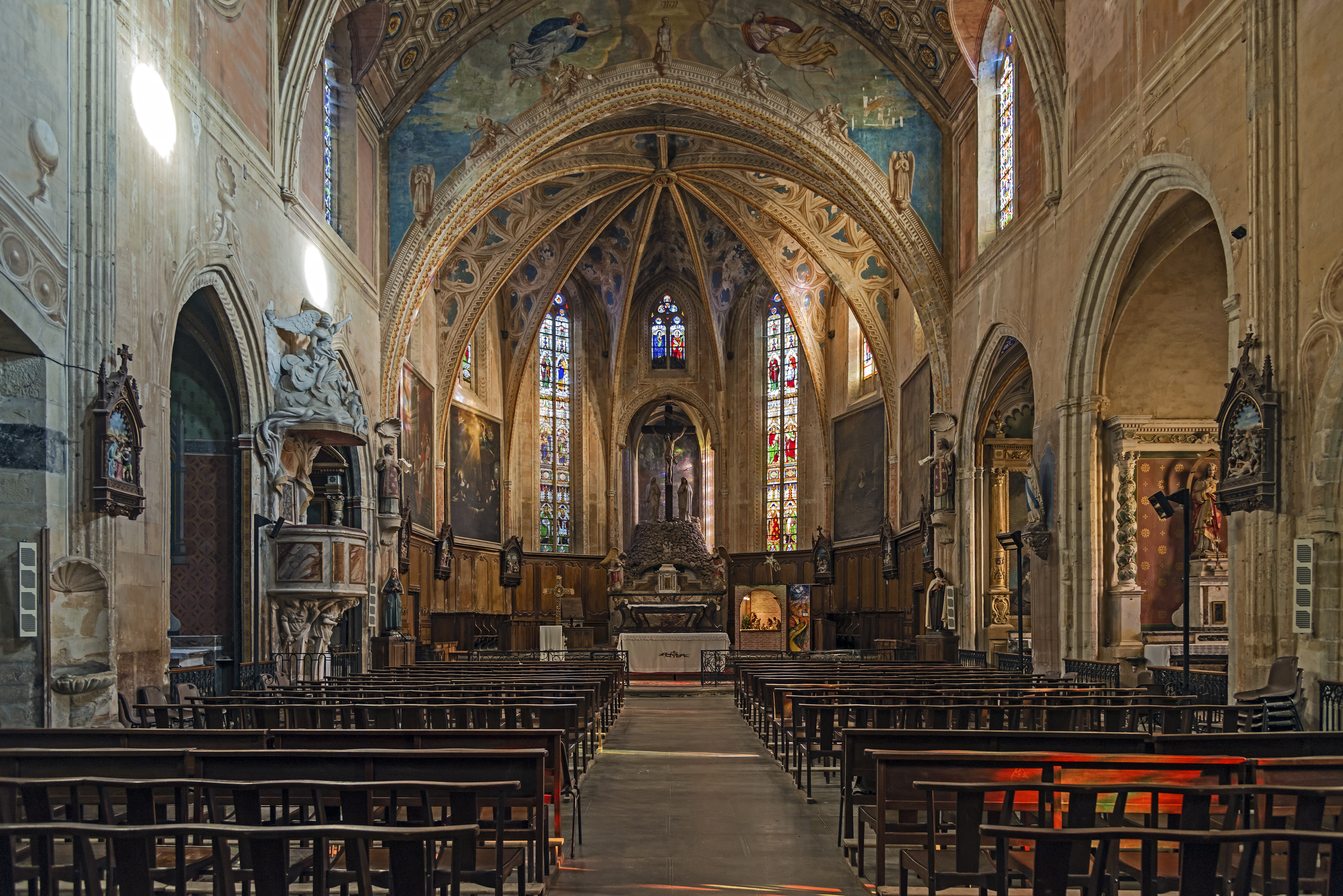
Vue de la nef et du chœur.
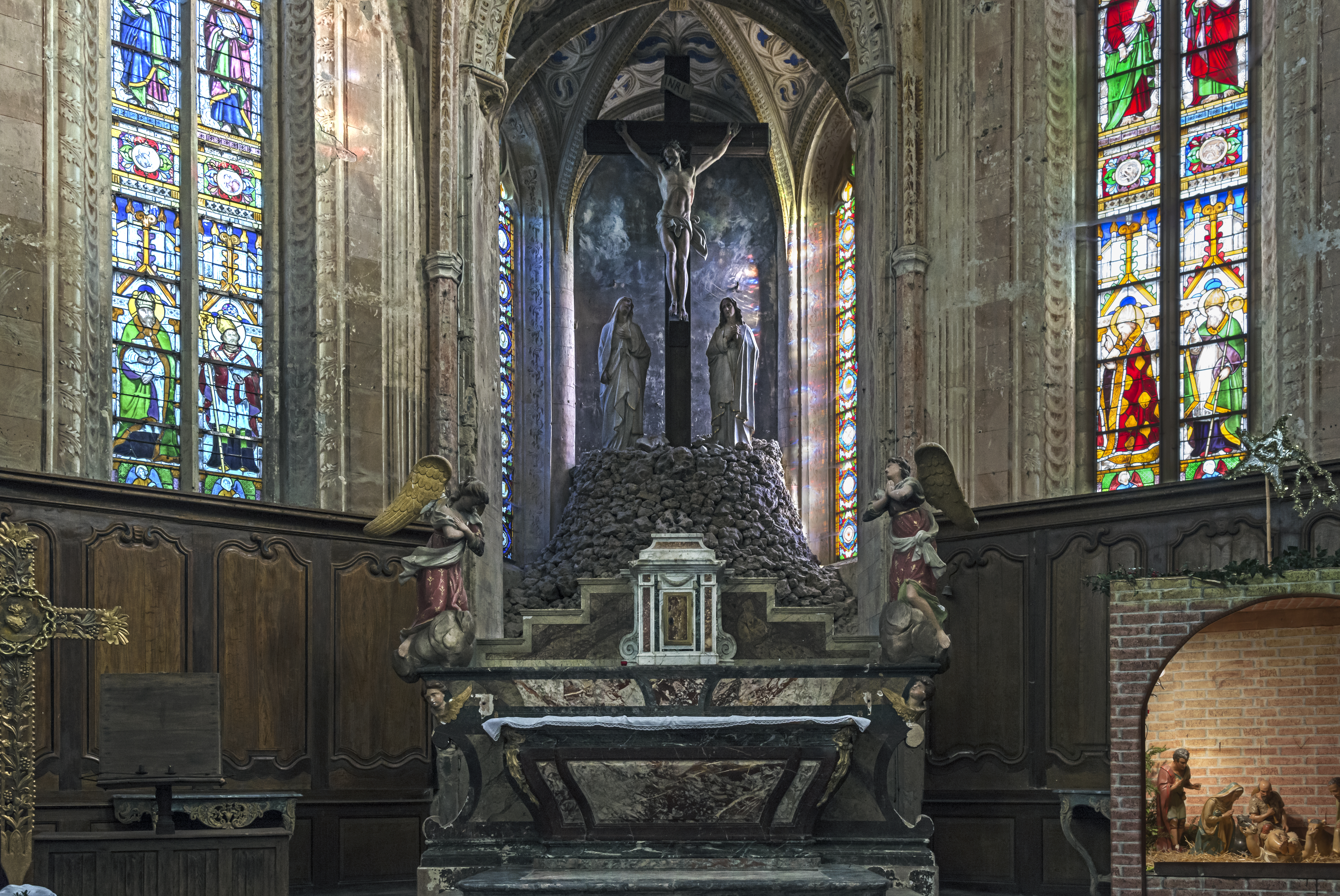
Le maître-autel
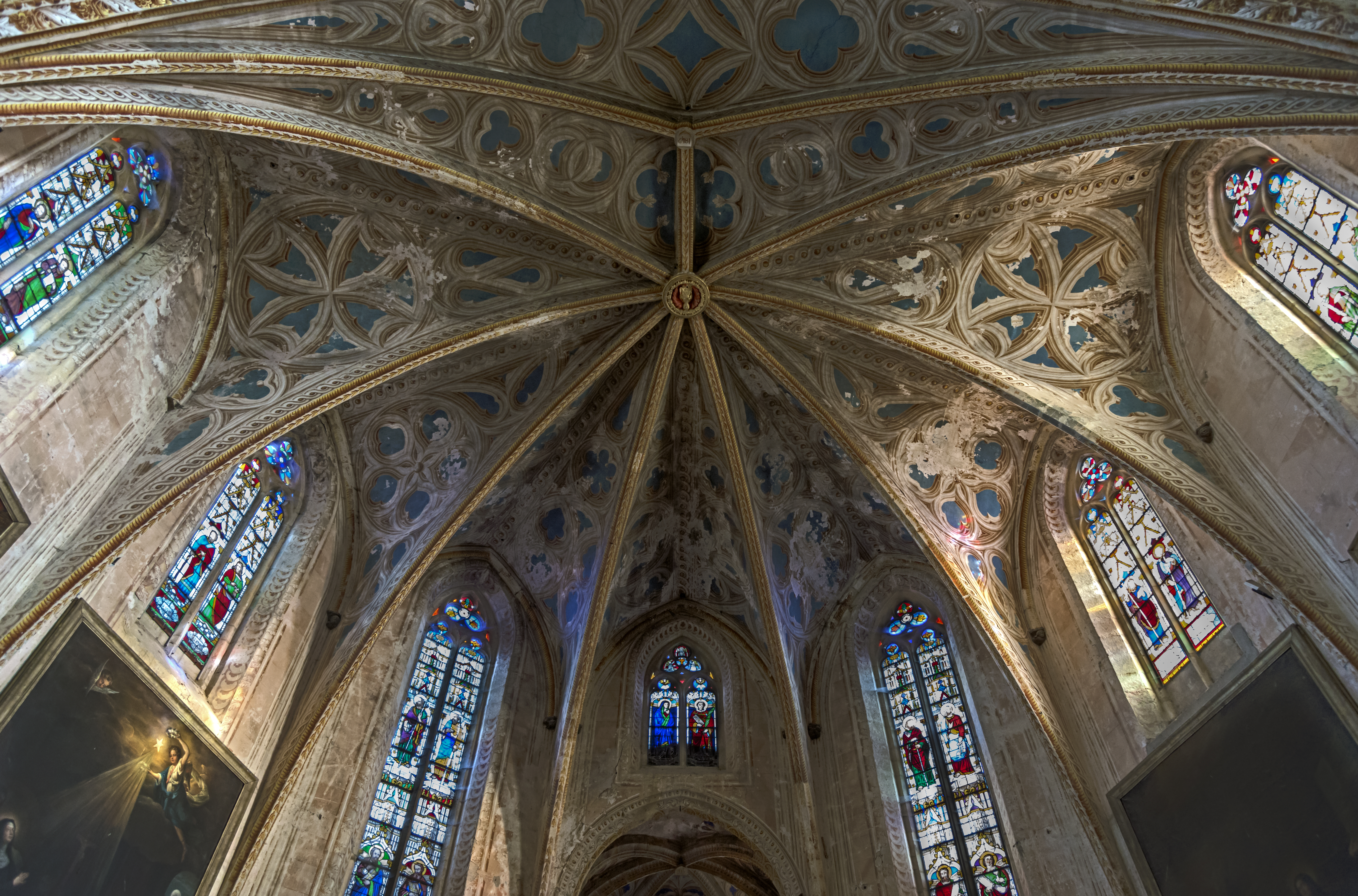
Le plafond du chœur
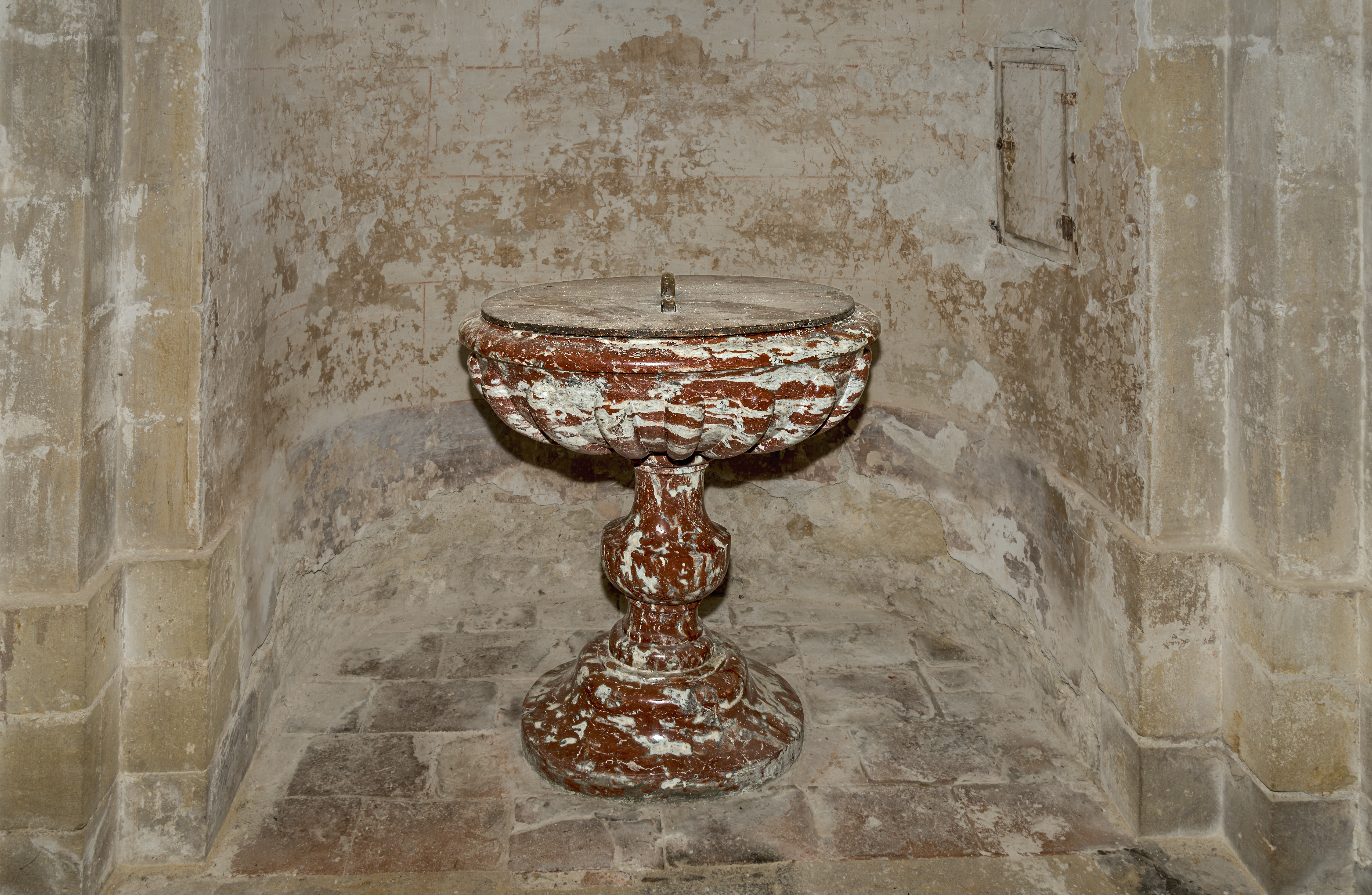
Les fonts baptismaux à godrons en marbre rouge XVIIIe siècle
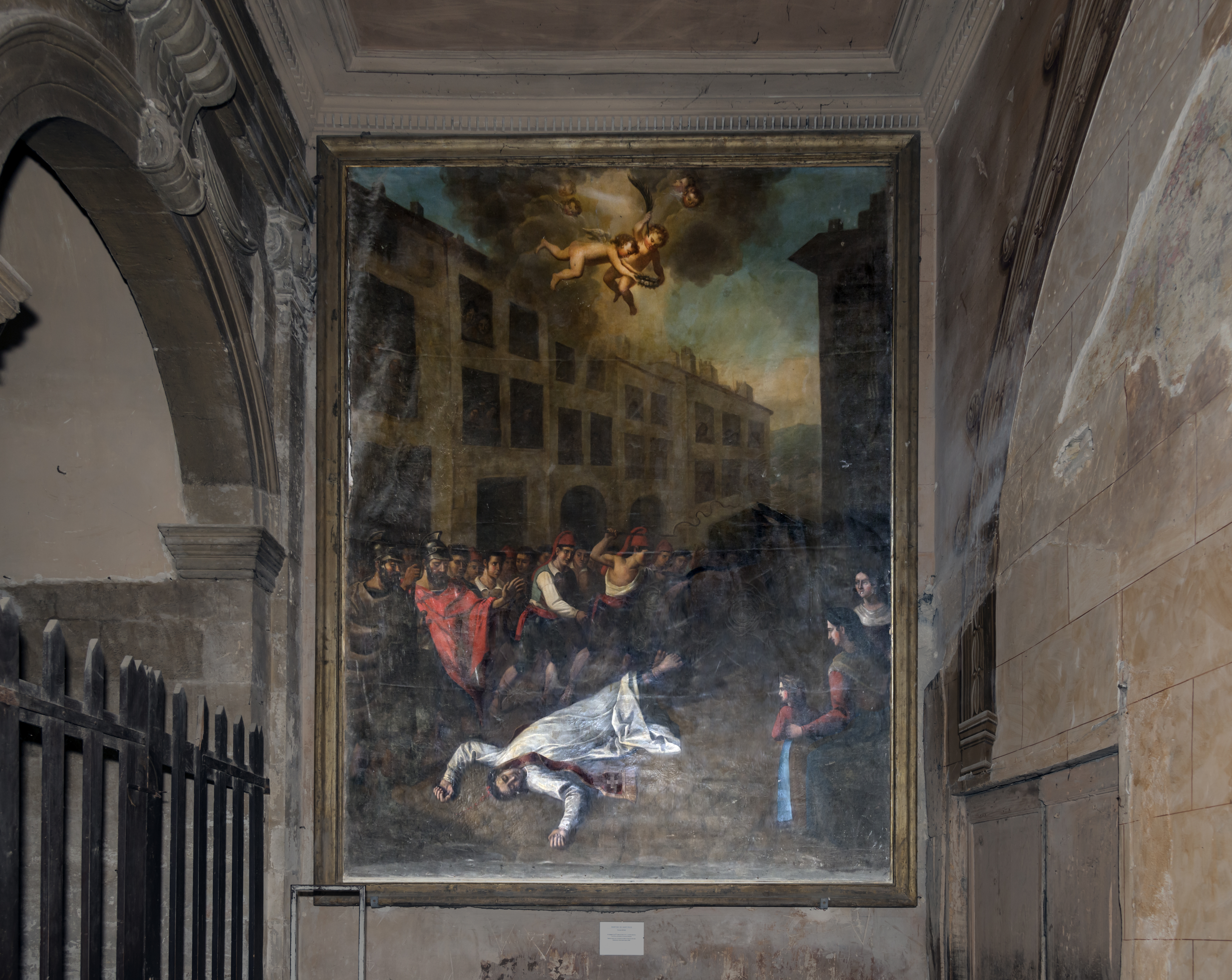
Martyre de saint-Felix par Jean Artigue
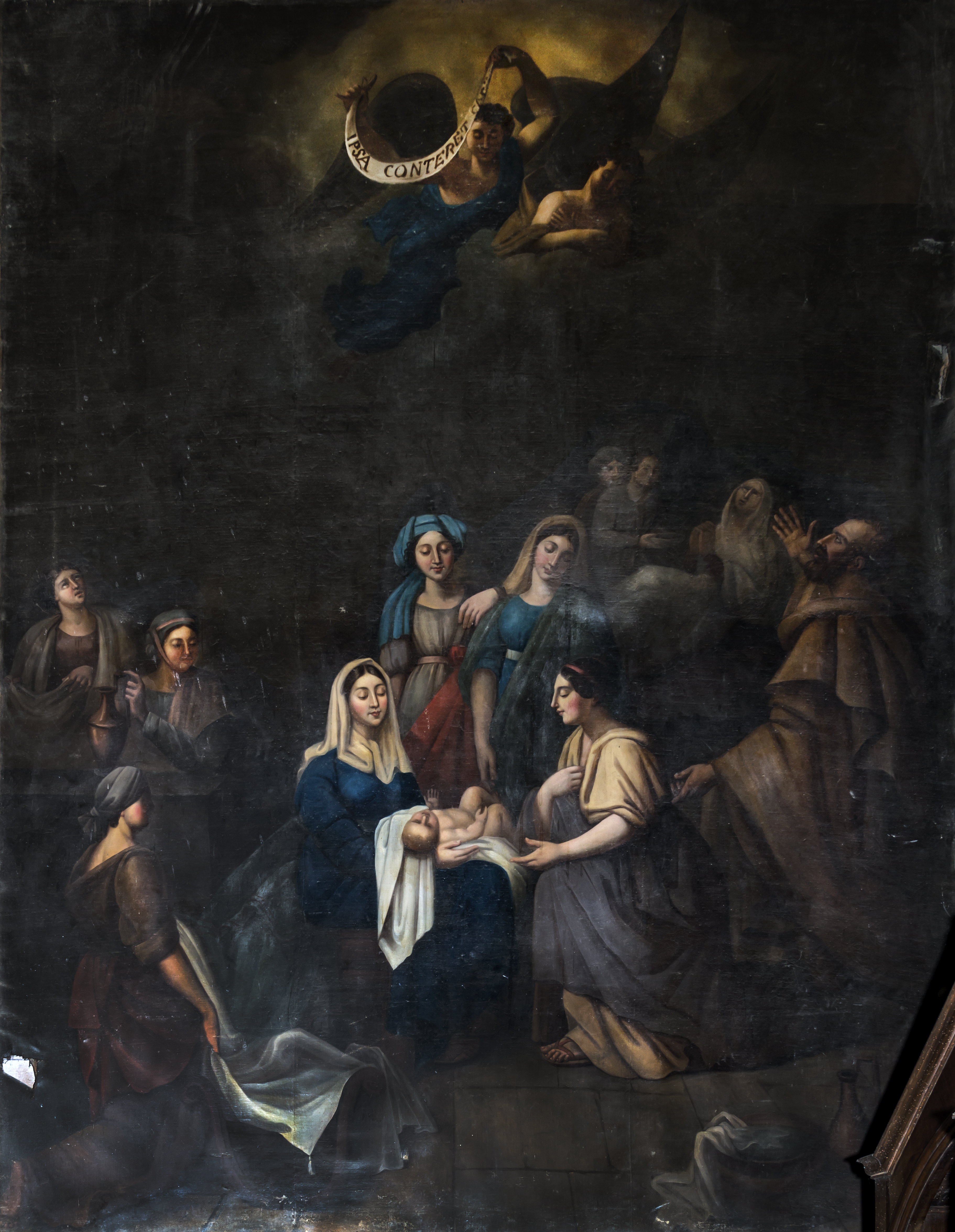
La Nativité de la Vierge par Jean Artigue
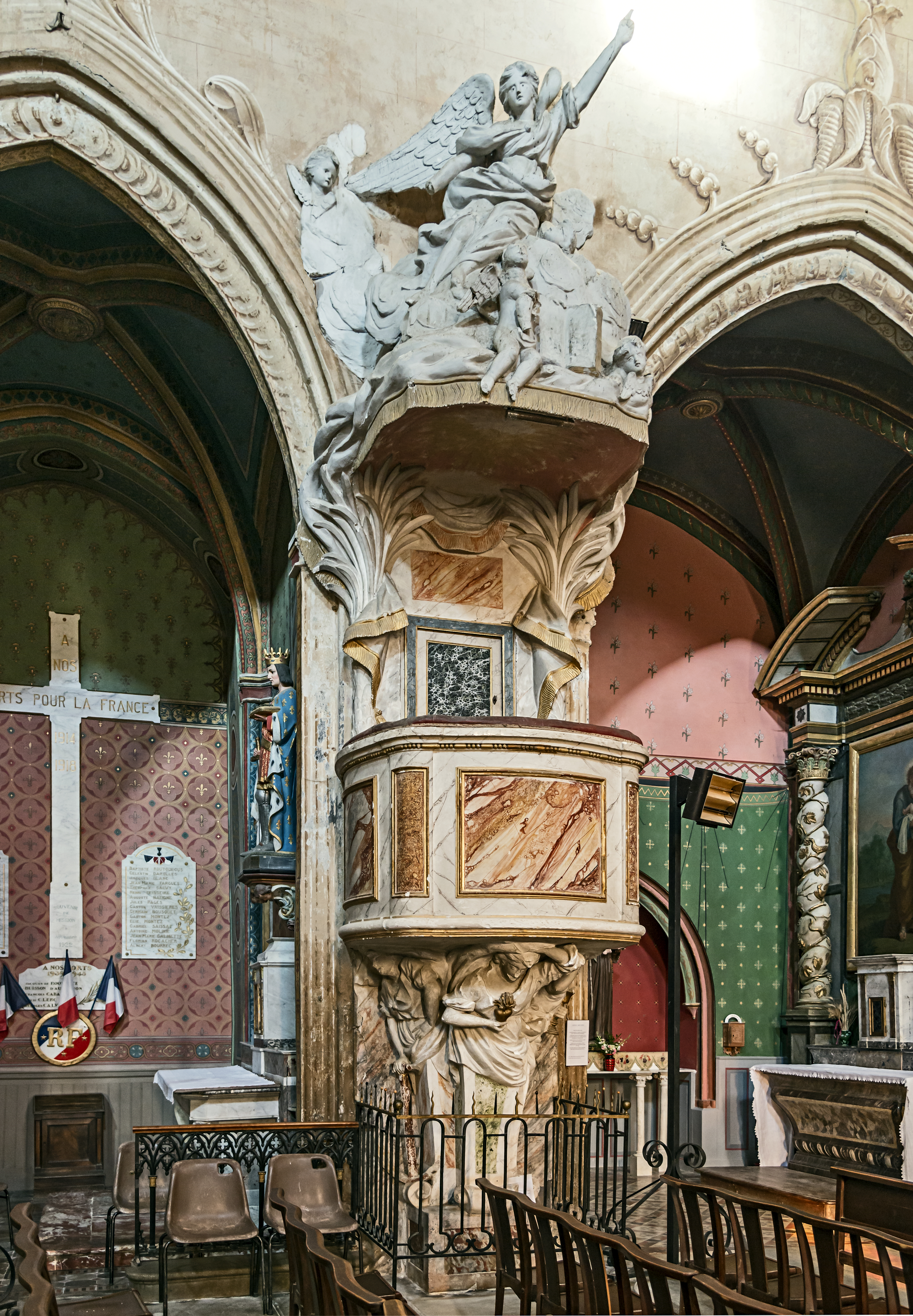
La chaire en bois et gypserie du XVIIIe siècle

Le chœur
Au début du XVIIIe siècle, le maître-autel était placé au fond dans la chapelle axiale. En 1742, Mgr Charles de La Roche-Aymon jugea le sanctuaire mal agencé et fit avancer l'autel des chanoines dans le chœur. En 1748, les chanoines firent réaliser l'autel actuel. Il est l'œuvre du marbrier Étienne Rossat qui par la suite sera l'auteur du maître-autel de la basilique Saint-Sernin de Toulouse. Jugé très petit pour les proportions du chœur, il fut agrandi par motifs de briques plâtrées et stuquées et d'anges adorateurs de plâtre. Ce chœur des chanoines est décoré d'une série de quatre tableaux illustrant la vie de sainte Angèle de Merici et réalisés par le peintre toulousain Lambert-François Cammas.
De 1830 à 1842, la voûte lambrissée et le chœur ont bénéficié d'un nouveau décor d'un peintre italien, anonyme, qui offrit son travail moyennant le gîte et le couvert.
Les chapelles latérales
La chapelle de sainte Germaine de Pibrac montre une huile sur toile L'Ange gardien initialement au-dessus de l'autel de la chapelle qui alors portait son nom et qui et maintenant en face. Il s'agit d'une copie par Jean Artigue (vers 1830) de l'œuvre de François Cammas visible à la basilique de la Daurade à Toulouse.
La chapelle attenante montre une œuvre de Gilbert de Séverac : le Baiser de Judas
La chapelle Notre-Dame du Rosaire. Autel en marbre et retable en bois dorée daté de 1731. Tableau également du XVIIIe siècle représentant saint Dominique et sainte Catherine de Sienne avec la Vierge.

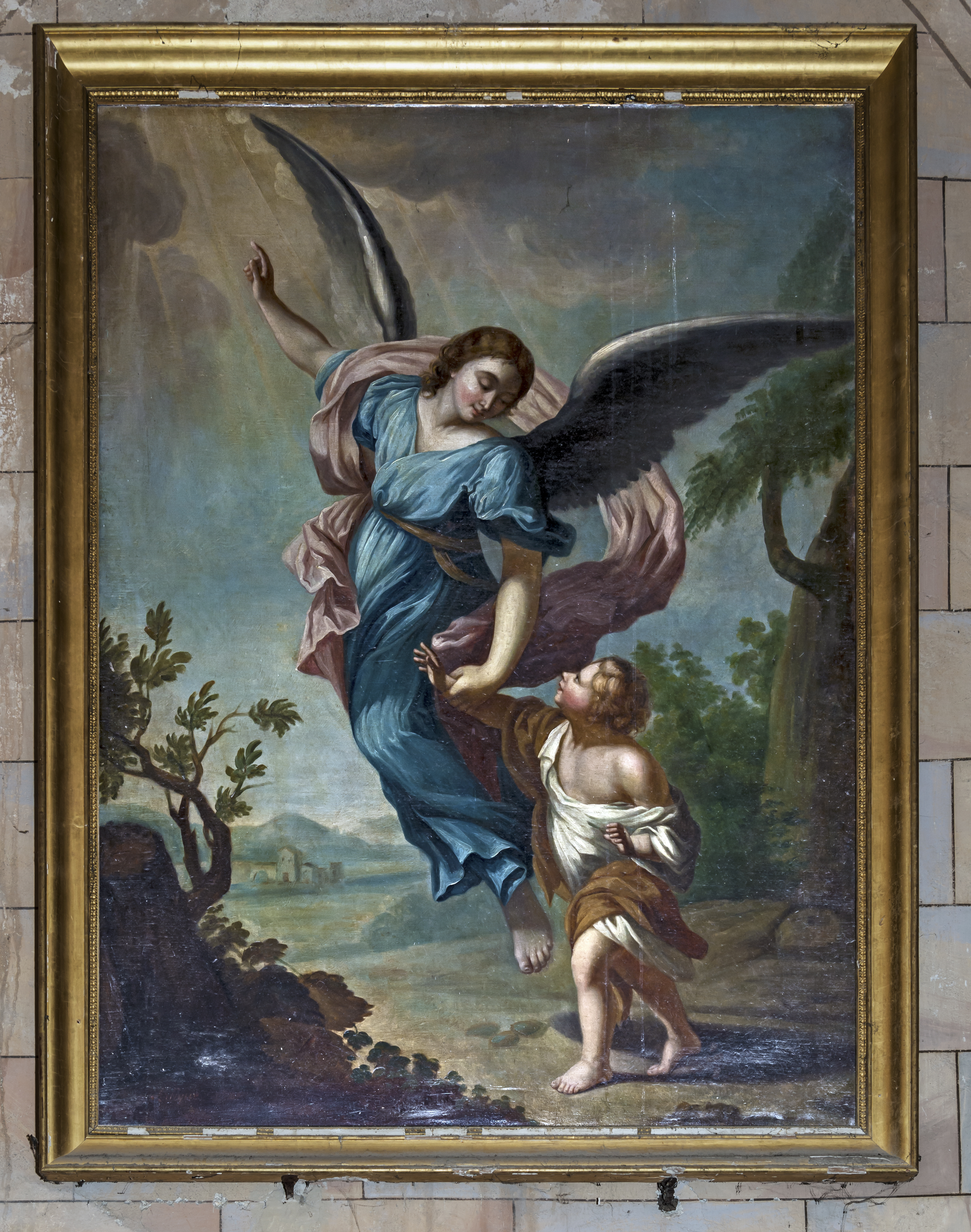
L'Ange gardien - Jean Artigue (vers 1830)
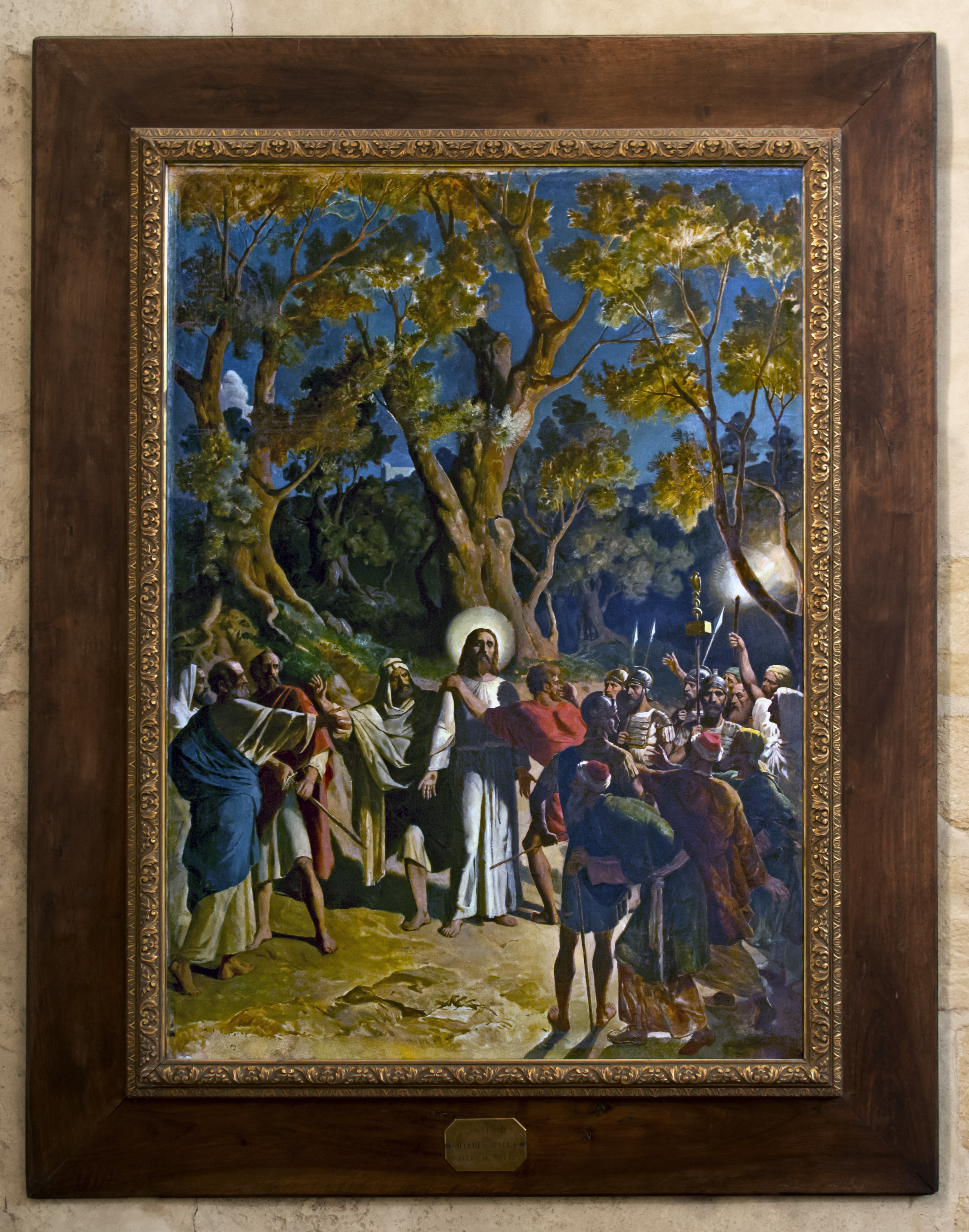
Le Baiser de Judas - Gilbert de Séverac
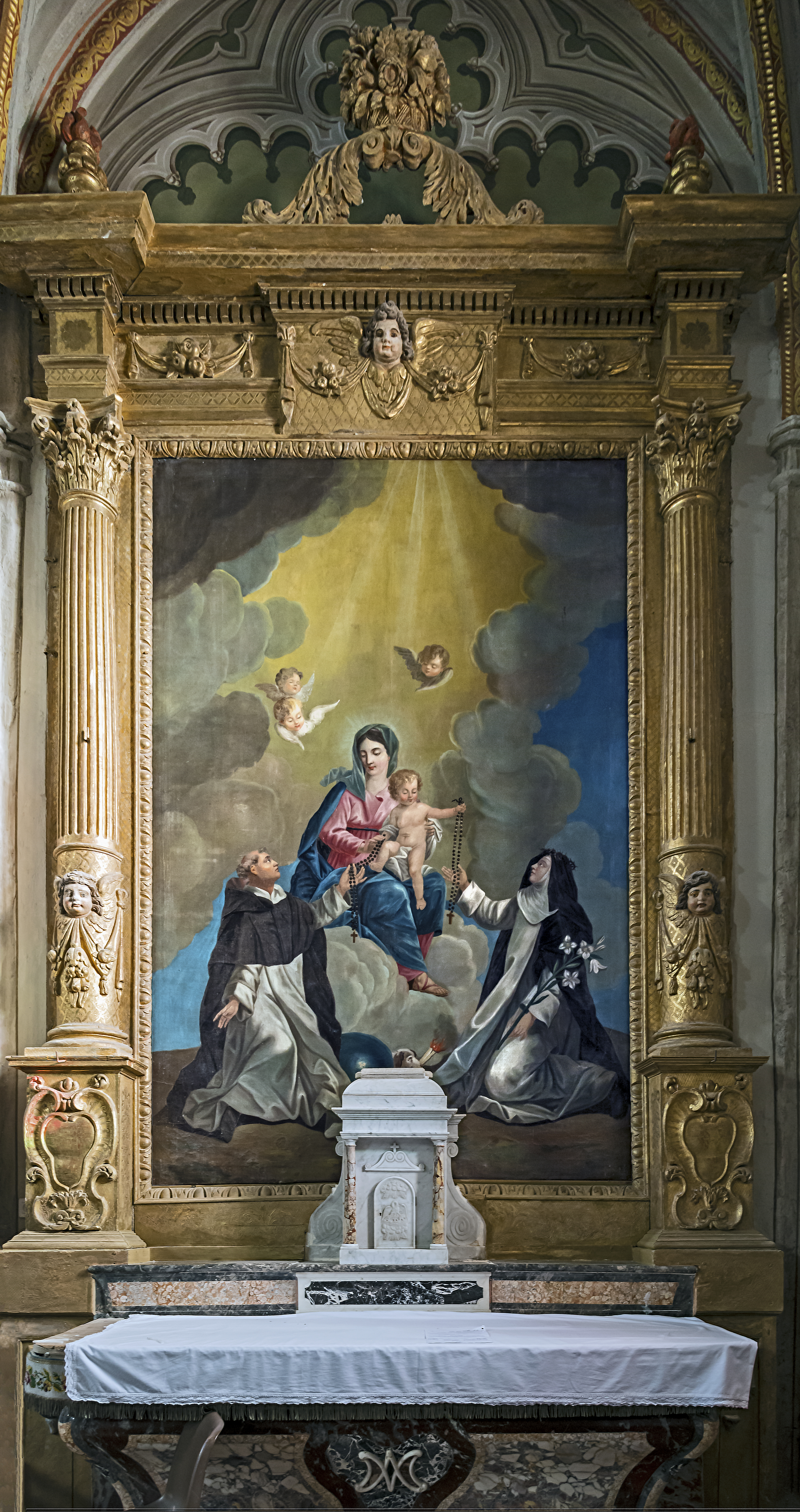
Chapelle Notre-Dame du Rosaire

L'orgue de tribune.

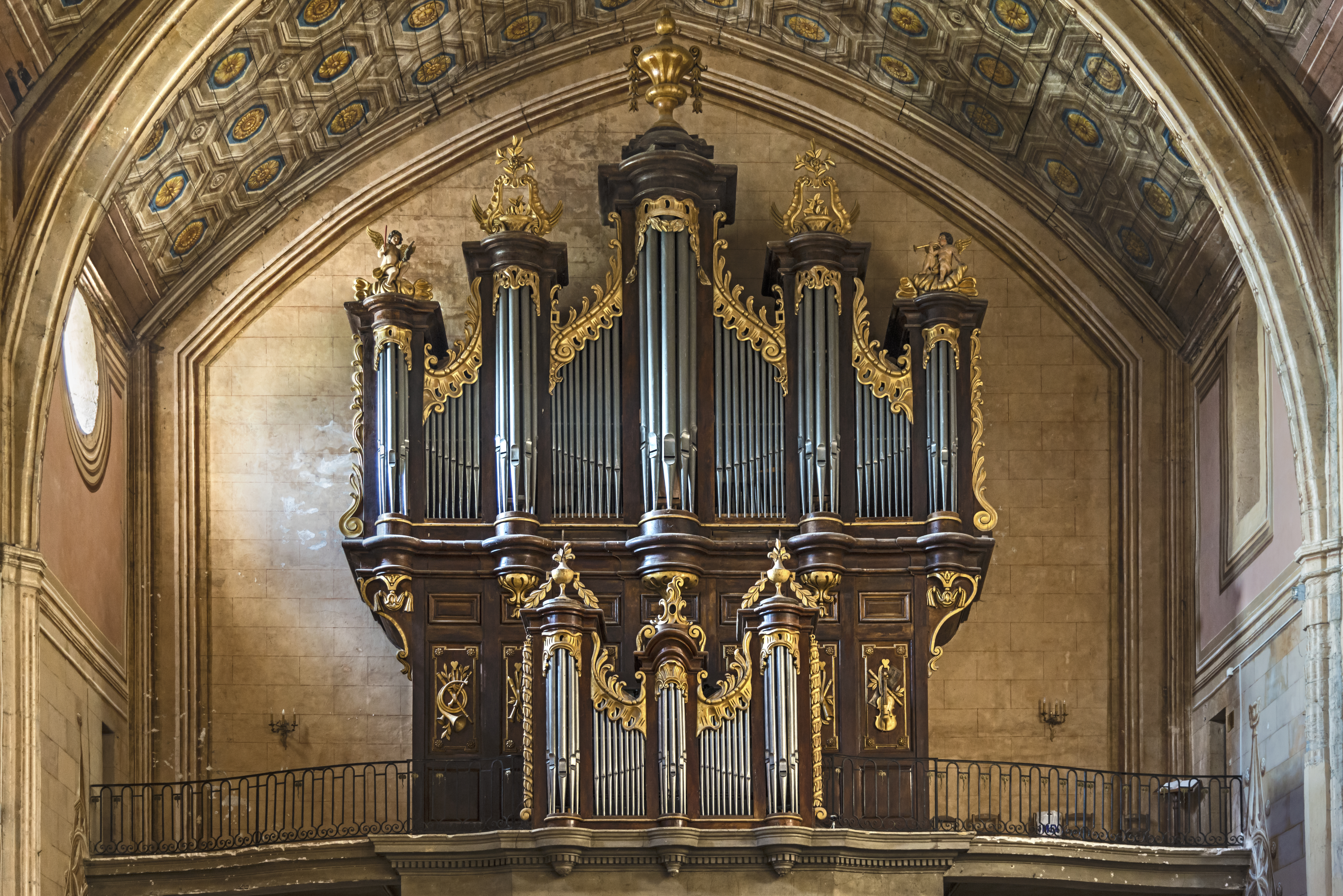
L'orgue de tribune

Au XVe siècle, les chanoines avaient fait installer un orgue de chœur. Au XVIIe siècle, le chanoine-doyen De Crouzet a fait installer un orgue de tribune. Le travail a été confié au facteur d'orgues Grégoire Rabiny qui travailla de 1779 à 1781 avec l'aide de Honoré Grinda, entré en apprentissage chez lui après avoir été renvoyé par Joseph Isnard, dont il était l'apprenti, lors du chantier de la cathédrale Sainte-Cécile d'Albi. Transformé en 1869 par Thiébaut Maucourt (récit expressif et ton moderne), il est relevé en 1920 par Jean-Baptiste Puget, restauré et augmenté par Maurice Puget en 1953.
Le buffet a été réalisé d'après des dessins de Grégoire Rabiny en 1779. Il de style Louis XVI et est constitué d'un grand corps à cinq tourelles et d'un positif de dos à trois tourelles. Il décoré de guirlandes florales et orné d'attributs champêtres, d'angelots dorés à l'or fin. Sur les panneaux sont posés des faisceaux de licteur et des instruments de musique enrubannés, également dorés. Dimensions : h = 800 ; l = 700. Le buffet d'orgue a été classé, avec la tribune, le 5 juillet 1943.
Partie instrumentale de l'orgue. Œuvre exécutée entre 1779 et 1781 par Grégoire Rabiny. En 1994, M. Viale, facteur d'orgues de Fleurance dans le Gers, a remis l'instrument tel que Rabiny l'avait conçu en 1781. Il se compose donc actuellement :
d'un positif de dos de 50 notes et 10 jeux
un grand orgue de 50 notes et 13 jeux ;
un récit de 32 notes et 5 jeux ;
un pédalier de 15 notes et 4 jeux.
La partie instrumentale est classée depuis le 24 mars 1967.
La console est en fenêtre.